# معركة لوغاندمي
معركة لوغانديمي (18 مايو 1859) هي ثورة قادها ملك سين (السنغال) ماد اسينغ كومبا نودوفيني فاماك جوف ضد الإمبراطورية الفرنسية، وقعت المعركة في مدينة لوغانديمي الواقعة في محافظة فاتيك التي كانت حينذاك جزء من مملكة سين.

## الخلفية
بعد هزيمة ملكة والو نداتيه يالا موبج في عام 1855، قرر لويس فايدهيرب شن حرب على مملكة سين وسالوم وأعلن بأن المعاهدات السابقة بين المملكة وفرنسا باطلة مطالباً بتأسيس معاهدة جديدة وفق شروطه ووفقا لعلماء مثل كلين فإن هذا كان خطأ جسيمًا ارتكبه الفرنسيون لأنه عبّد الطريق لملوك سيري المستقبليين بانتهاج نفس النهج ضد الفرنسيين وعلى وجه الخصوص للملك ماد اسينغ سانمون فايا خلفية ماد كومبا ندوفيني فاماك في عام 1871.
إلغاء الرسوم الجمركية التقليدية المفرطة المدفوعه من قبل التجار الفرنسيين للتاج الملكي ورفض ملوك سيرير أن يشتري الفرنسيون أو يتملكوا أراضٍ في دول سرير أو أن يبنوا فيها كانت جميعها عوامل مساعدة لقيام هذه الحرب. وصل فايدهيرب لجوري في عام 1859 برفقة 200 قناصاً و160 من مشاة البحرية وقد قام بجمع حامية جوري العسكرية والمواطنين في جوري ورفيسيكو وقبيلة ليبو في دكار لقتال مملكة سين وقد أورد في رسالة إلى باريس بخصوص كيفية حصولهِ على دعم قبيلتي ولوفس وليبو:
«أخبرتهم بأنهم فرنسيون ولأجل هذا عليهم المشاركة معنا في الحملة التي سنخوضها ضد جيرانهم للحصول على تعويضات على كل الأعمال السيئة التي قام بها هؤلاء الأشخاص ضدنا.»
دخلت قوات التحالف الفرنسية مقاطعة جول وهي إحدى مقاطعات مملكة سين عن طريق مدينة روفسك، واصطدموا بولي عهد ماد اسينغ كومبا نودوفيني فاماك جوف الأمير سانمون فايا الذي كان في دورية مع بعض قوات سين وقد اشتبكت قوات الدورية مع القوات الفرنسية مأخوذين على حين غرة وجاهلين كليًا دوافع القوات الفرنسية في دخول دولة سيرير وقد أجُبِرِت قوات دورية سين على الترجع لكن بعد أن أسرت القوات الفرنسية أثنين من جنودها أحدهم كان منوط به مهمة أخبار ماد اسينغ كومبا نودوفيني أن الجيش الفرنسي سيكون في مقاطعة فاتيك خلال ثلاثة أيام وتعد فاتيك إحدى أهم المقاطعات في سين.

## المعركة
في صبيحة يوم الثامن عشر من مايو من عام 1859 وصل الفرنسيون أخيراً إلى فاتيك وأخذوا مواقعهم فيما احتشد جيش سين على قرع الطبول الملكية للدفاع عن مملكتهم وذلك في مدينة لوغانديمي. هاجم جيش سرير القوات الفرنسية عند الساعة التاسعة صباحاً وبحلول الساعة التاسعة والنصف تراجع الملك ماد اسينغ كومبا نودوفيني فاماك جوف وقواته مقهورين من القوات الفرنسية ولكن خلال عدة دقائق عاد ملك سين وجنوده إلى ساحة المعركة لكنهم لم يتمكنوا من أختراق الصفوف الفرنسية وانهزموا في نهاية المطاف. بعد الأنتصار الفرنسي أمر الحاكم لويس فادهيرب قواته بحرق فاتيك والقرى المحيطه بها وقد أعلن فادهيرب بأن 150 من رجال سيرير وسين «كانوا إما قتلى أو جرحى لكن لم يصب من القوات الفرنسية إلا 5 جنود»
أنتقدت الحكومة الفرنسية في باريس فادهيرب لقيامه بحملة عسكرية دون الرجوع إليها، فيما أدعى فادهيرب رداً على هذا الانتقاد بأنه أحتل الأراضي التي ترجع ملكيتها لفرنسا منذ عام 1679 فقط ووفقاً لعلماء مثل كلين فإن فادهيرب كان يتلاعب بالكلمات فقد كان يقوم بوضع قاعدة سياسية في السنغال نتجت عن طريق احتلال مناطق لم تكن يوماً تابعة لفرنسا، فلم تكن مملكة سين أو أي من مناطقها تابعة لفرنسا في يومٍ من الأيام.

## ما بعد المعركة
بعد هزيمة ماد اسينغ كومبا نودوفيني فاماك جوف في لوغانديمي وأحتلال فرنسا بعض مناطق سين، أُجبِر الملك على الدخول في معاهدة أعتبرها غير مقبولة وقد شمل جزء من المعاهدة: ضمان حرية التجارة الفرنسيية والسماح لفرنسا باحتكار التجارة ومنح التجار الفرنسيون حق شراء الأراضي والبناء عليها كما سيكون حجم الضرائب المدفوعة لسين 3 بالمئة من الصادرات وأخيراً يتم محاكمة الرعايا الفرنسيين في المحاكم الفرنسية، وقد رأى ماد اسينغ كومبا نودوفيني فاماك جوف أن المعاهدة ظالمة وأستخلص بأن الفرنسيين كانوا يحاولون تقويض سيادته.
افترض مؤرخون مثل كلين وديوف بأن ملك سين لم يكن مستعداً بعد للتنازل عن دولته للفرنسيين على الرغم من التعليمات الفرنسية، ففي يوم الثامن من يوليو من عام 1960 كتب رسالة لقائد غوري والتي جاء فيها:
| معركة لوغاندمي | تريد أن تأخذ فاديودج ومبورديم ونديوك بالقوة؟ إذا سلبتني هذه القرى الثلاث فسنقتل كل البيض الذين قدموا لدولتنا، إذا أخذت ديافاتو (جوال) فاديوج (فاديوث) ونديوك فستكون هناك حرب كبيرة بيننا". | معركة لوغاندمي |

كان لتهديدات ماد اسينغ كومبا نودوفيني فاماك جوف أثر صغيراً في عرقلة الاحتلال الفرنسي في السنغال، مع ذلك فقد ألحقت بعض افعاله ضرراً كبيراً في القاعدة الاقتصادية الفرنسية في السنغال وإن كان بشكلٍ مؤقت، لقد كان الضرر مكلفاً جدا على الحكم الفرنسي وصعب الإصلاح، فقد أعطى ماد اسينغ امره بوقف حركة الماشية في جول وذلك لإجبار الفرنسيين على الخضوع لمطالبه والتي تضمنت جمع الضرائب وإنعاش المناطق وقد كانت الماشية متوجهة لدكار فيما تم تدمير حقول الفول السوداني التي كانت مصدر دخل كبير للفرنسيين كذلك تم تدمير البنية التحتية للمواصلات وتبع ذلك حملة من المضايقات للتجار الفرنسيين في فاتيك.
لم يؤثر تدمير حقول الفول السوداني على فرنسا فقط وإنما على مزارعي سرير أيضاً الذين اكتووا بنار هذه الحروب ومع ذلك فقد منع هذا المزارعين من الاعتماد كلياً على الحكومة الفرنسية على عكس مزارعي كايور الذين كانوا معتمدين على فرنسا بشدة خاصة بعد المجاعة التي حدثت في كايور عامي 1863 و1864 ومنح فايدهرب مزارعي كايور القروض وذلك لشراء البذور لزيادة زراعة الفول السوداني في البلاد لكن أجبرهم بأن يكونوا شديديّ التبعية للحكومة الفرنسية.
خضعت مملكة سالوم التي يحكمها ماد سالوم سامبا لاوب لاتسوكا جوغو فال لحملة عسكرية فرنسية مماثلة، قام ملك سالوم بالمقاومة مستلهما أفعال ماد اسينغ كومبا نودوفيني وبحلول شهر أكتوبر من عام 1863، كان ملك سين لا يزال يحاول استعادة المناطق المسلوبة، خاصة جول والتي كانت شديدة الأهمية ل ماد كومبا نودفيني لأنها كانت مركزاً تجارياً مهما كما يشهد لها ديفيد بويلت في كتابه «استكشات سنغالية» عام 1853.
الاحتلال الفرنسي لـ جول كان بمثابة ضربة قاسية لـماد كومبا نوديفيني فاماك ليس من الناحية الاقتصادية فقط ولكن أيضاً من الناحية الدفاعية فاقتصاديا ساهمت جول كثيراً في دخل الدولة وقد كان الجهاد الذي قاده المرابطون المسلمون مثل مابا دياكو مثل تهديداً لسين وبما أن سين لم تعتمد على السلاح الفرنسي أو مساعدة الجيش الفرنسي كانت جول هي المنفذ الوحيد بالنسبة لـ ماد كومبا ندوفيني فاماك لشراء السلاح من البريطانيين في غامبيا من أجل الدفاع عن دولته في وجه أي خطر محتمل يمثله غزو المرابطين المسلمين لدولة سين وباحتلال الفرنسيين لجول فقد قاموا بقطع الطريق الوحيد المتاح له للحصول على السلاح من البريطانيين والدفاع عن حدوده.
لم يعد الاحتلال الفرنسي لأجزاء من سين وخصوصا جول بالفائدة على الفرنسيين وحسب بل استفادت حركة المرابطون من ذلك ففي القرن التاسع عشر كانت الحركة تشتري اسلحتها من البريطانيين في غامبيا بواسطة سالوم معتمدةً كلياً على الأسلحة البريطانية.
على الرغم من نصر ماد كومبا نودفيني فاماك على المرابطين في معركة فاندان ثيوفين في 19 يوليو من عام 1867. رأى ماد كومبا نودفيني فاماك فرنسا على أنها العدو الأكبر والتهديد الأعظم مقارنة بـ مابا دياكو واصل ماد كومبا نودفيني باستمرار محاولاته قتال الفرنسيين في السنوات الإثني عشر اللاحقة لهزيمته في لوغانديمي على يد فادهيرب وفي شهر أغسطس من عام 1871، غادر العاصمة متوجهاً إلى جول في محاولةٍ منه لاستعادتها، لكنه لقي مصرعه على يد الفرنسيين.